# Witches (groupe)
Witches est un groupe de thrash metal/death metal français, originaire d'Antibes. Fondé en 1986, le groupe est le premier groupe français à voix féminine gutturale.

## Biographie
Le groupe est formé en 1986 à Antibes, en Provence-Alpes-Côte d'Azur par Sibylle Colin-Tocquaine, sœur d'Alex Colin-Tocquaine, guitariste et chanteur d'Agressor. 

### Les débuts (1986-1990)
Le groupe, qui devait être entièrement féminin, est composé de Sibylle (guitare/chant), Nathalie (guitare) et Isa (basse/chant). N'ayant jamais trouvé de batteuse, Alex, le frère de Sibylle, se mit à la batterie.
Witches enregistre ses deux premières démos (Silly Symphony en 1988, et Agressive Soap en 1989) sur un quatre pistes cassette dans leur local de répétition à Antibes (06). Elles sont dupliquées à plusieurs centaines d'exemplaires sur des magnétos cassettes et diffusées aux quatre coins du monde.

### Les 2 premiers albums (1991-2007)
Sibylle déménage aux environs de Paris en 1991, et Witches, avec un tout nouveau line-up, enregistre deux autres démos (Lost of the Precious en 1991 et Wind Of Time en 1993), avant de sortir le premier album 3.4.1,. Enregistré en Allemagne, au Masterplan Studio par Stephan Grujic (du groupe Mottek), il sort en 1994 en auto production puis est réédité en 1995 par le label Français Abathrash, une division de Boucherie Productions,,,,.
Sortent ensuite Mort-Né (EP) en 1997 puis 7 (album) en 2007, distribué par MCD (Multicom City Distribution).

### Depuis 2014
Depuis 2014, Witches devient plus actif et la musique de Witches devient encore plus violente. Witches multiplie concerts et sorties discographiques. Pour fêter les 25 ans des deux premières démos de Witches, en septembre 2014, Emanes Metal Records sort le Vinyl Agressive Symphony. Avant de partir en tournée européenne avec Venom inc (UK) (feat Tony Demolition man Dolan, Jeff Mantas & Abaddon) et Vader (PL), Witches sort The Hunt le 15 septembre 2015,. En 2016, Witches joue sur la scène de l'Altar au Hellfest,.
Pour fêter les 30 ans du groupe, quatre morceaux des débuts de Witches sont repris, restructurés et réenregistrés et sortent en format EP 30 years Thrashing. Alex Colin-Tocquaine (le frère de Sibylle) guitariste/chanteur d'Agressor et batteur des débuts de Witches, assure les solos. 
2 coffrets sont également gravés pour l'occasion : un en Métal et un en Bois — éditions numérotées — contenant toute leur discographie sur CD (démos remasterisées et premières éditions des albums).
En juin 2017, JackHammer Music (Japan) organise le Witches Japan Tour « French Carnage vol. 1 » avec Hate Beyond (Osaka, Tokyo, Nagoya, Nagano, Aichi, Shizuoka) et sort Thrashing The Hunt qui contient The Hunt et 30 Years Thrashing ainsi qu'un morceau bonus Rising Witches, inédit, composé et enregistré pour l'occasion avec un solo de Warzy (Hate Beyond - Japan), et qui ne sera joué live que lors de cette tournée.
En 2018 Witches tourne en France, Espagne et Suisse avec Suffocation (US) et en 2019 en France et Belgique avec Hate Beyond (Japon).
En 2020, Witches joue au Népal Deathfest à Katmandou, le 7 mars et sort, le 5 juin, son troisième album The Fates distribué aux États-Unis par MVD et Season of Mist partout ailleurs,,,,.
À la suite de la fermeture des frontières en 2020, une tournée au Japon est annulée.
En octobre 2021, Witches joue au Muscadeath Festival à Vallet (44) avec entre autres Sinister et Loudblast.

## Membres

### Membres actuels
- Sibylle Colin-Tocquaine – guitare, chant (depuis 1986)
- Lienj – guitare (depuis 2014)
- Jonathan « Sangli » Juré – batterie (depuis 2014)
- Fabien Masson – basse (depuis 2019)

### Anciens membres
- Nathalie Degiovanni – Guitare - (1986 - 1989)
- Isabelle Chalmin  – Basse, Chant - (1986 - 1988)
- Alex Colin-Tocquaine (Agressor) - Batterie (1986 - 1989)
- Arielle - Basse (1989)
- Michele Clément  – Basse, Backing Vocals (1991-1992)
- Fabrice Goberau – Batterie (1991-1993 / 1997)
- Sido Micholet – Basse, Backing Vocals (1994-1995)
- Nicolas Borg – Batterie (1994-1995)
- Bernard Quéruel  (ex ADX)– Guitare (1991-2008)
- Diego Guzman - Basse (1995)
- Franck Gasnier  – Batterie (2006-2008)
- Dominique Tarraso – Batterie
- Magali Fourcade – Basse (2006-2008)
- Olivier Eyrolle - Basse (2014-2019)

## Discographie

### Démos
- 1988 : Silly Symphony (démo)
- 1988 : In The Name of God (démo)
- 1989 : Agressive Soap (démo)
- 1991 : Lost of the Precious (démo)
- 1993 : Wind of Time (démo)

### Albums et EP Studio
- 1994 : 3.4.1 (album - Label Abathrash - Boucherie Productions)
- 1994 : Horror Museum (Single - Abathrash - Boucherie Productions)
- 1997 : Mort Né (EP)
- 2007 : 7 (album - Label MCD)
- 2014 : Agressive Symphony (LP - Réédition des démos de 1988 et 1989 - Label Emanes Records)
- 2015 : The Hunt (EP - Label Mighty Spell Records)
- 2016 : 30 Years Thrashing (EP - Label Mighty Spell Records)
- 2017 : Thrashing The Hunt (album - Edition japonaise regroupant The Hunt et 30 years Thrashing + 1 Bonus Track - Label JackHammer Music)
- 2017 : 30 years Anniversary (box set - Label Mighty Spell Records)
- 2020 : The Fates (album - Label Mighty Spell Records)

### Compilations
- Fight till the Beginning of the End : Mutilador Comp., vol. 1 (Mutilador 'zine, 1989)
- Thrashing Witches : Thrash in France (The Ritual Prod., 1990)
- Horror Museum : Death Corporation, vol. II (label unknown, 1993)
- Lost of the Precious : Welcome to the Underground (Underground Investigation, 1993)
- 3 Heroes : Turbo Compil', vol. 1 (1995, Turbo Production)
- Black Sorcerer : Awakening - Females in Extreme Music (CD - Dwell Records, CA - USA, 1997)
- SMF - French Metal : Retour de Flammes, no 7 (CD - French Metal, Décembre 2007)
- Jump with Fright : French Metal : Le reflet de la peur (CD - French Metal, 2015)
- Damn Skin is Mine : French Metal : L'Ennemi Invisible (CD - French Metal, 2020)

## Guests
Sibylle a été invitée au chant, à enregistrer en studio, les titres :
- Medieval Rites (Album Medieval Rites - 1999 - Agressor - France) ;
- When the Slayer Bangs His Head (Titre hommage à Jeff Hanneman - Slayer; sorti sur Quand s'abaisse la croix du blasphème - LP 2017 & Soumises à la procréation CD 2020 - Savage Annihilation - France) ;
- Different views (Album Strangled Existence - 2021 - Hate Beyond - Japon).

Elle a chanté en live :
- avec Holy Moses en 1990 à Bordeaux et plusieurs fois à Paris (La maroquinerie novembre 2006)[31] ;
- avec Doro sur All we Are au Trabendo à Paris (21 mai 2015)[32] et au Forum de Vauréal en 2019 [33].

Elle a été invitée à la guitare sur Witching Hour avec Venom inc en Belgique lors de leur tournée européenne avec Vader. 